# Leonor de Aquitania
Leonor de Aquitania o Leonor de Poitou (en occitano: Alienòr d'Aquitània, en francés: Aliénor d’Aquitaine o Éléonore de Poitiers, en inglés: Eleanor of Aquitaine; Poitiers, 1122–Fontevraud-l'Abbaye, 1 de abril de 1204) fue una noble medieval francesa miembro de la casa de Poitiers, desde 1137 por derecho propio duquesa de Aquitania y Guyena y condesa de Gascuña.
Por matrimonio llegaría a ser reina consorte de Francia (1137-1152) y luego reina consorte de Inglaterra (1154-1189).

## Primeros años
Leonor nació en la ciudad de Poitiers en 1122. Fue la mayor de los tres vástagos habidos del matrimonio entre Guillermo X, duque de Aquitania, y de Leonor de Châtellerault.
El padre de Leonor pareció haberse asegurado de que tuviese la mejor educación posible, llegando a aprender sobre aritmética, las constelaciones e historia, música (arpa y canto), literatura, aprendería a hablar latín y actividades como montar a caballo, cetrería y caza. También aprendería tareas domésticas como la administración del hogar y diversas tareas relacionadas con la costura.
En 1130 murió su único hermano, Guillermo, lo que la convirtió en la heredera de su padre. El 9 de abril de 1137, Guillermo X falleció en una peregrinación a Santiago de Compostela y Leonor tomó posesión del inmenso ducado de Aquitania, que se extendía desde el Loira hasta los Pirineos y era mayor que los dominios directos del rey de Francia.

## Reina de Francia

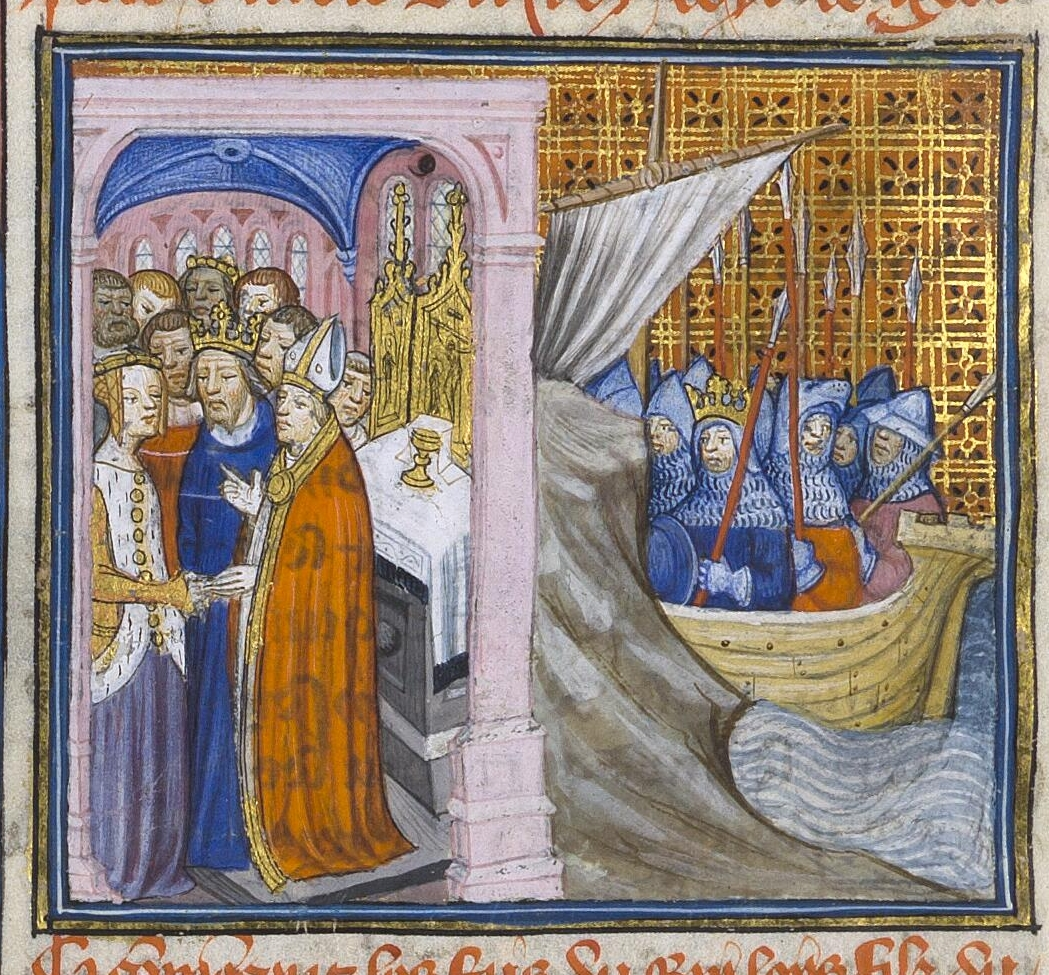
Luis VII y Alienor. Las crónicas de Saint-Denis.

En la Catedral de San Andrés de Burdeos, el 4 de julio de 1137, contrajo matrimonio a los 15 años de edad con Luis VII de Francia, futuro rey de Francia, un año mayor que ella. Ese mismo año, ambos ascendieron al trono francés tras la muerte del rey Luis VI.
Las tensiones entre la pareja empezaron muy pronto, cuando la reina lo convenció de apoyar el matrimonio ilegítimo de su hermana Petronila con el conde Raúl I de Vermandois. Tras la anulación de ese matrimonio y excomunión de los contrayentes, el rey tuvo que enviar a su hermano Roberto a invadir Vermandois en represalia. Además, su comportamiento emancipado y liberal fue duramente criticado por la curia eclesiástica —especialmente por Bernardo de Claraval y el abad Suger— y, al parecer, por su propia suegra, Adelaida de Saboya. Sin embargo, nada de esto le importó al soberano francés, que estaba locamente enamorado de su esposa.
En 1145, tras ocho años de matrimonio nació su primera hija, María, futura condesa de Champaña.

## Segunda Cruzada
En 1147, los esposos marcharon a la Segunda Cruzada, movidos por la predicación de Bernardo de Claraval. El rey no permitió de buen grado que Leonor lo acompañara, pero ella, en su calidad de duquesa de Aquitania —y, por tanto, la mayor feudataria de Francia—, insistió en partir como los demás señores feudales. Durante su estancia en Antioquía, la relación cercana de la reina con su tío Raimundo de Poitiers, príncipe de la ciudad, dio lugar a toda clase de murmuraciones, que provocaron el distanciamiento en la pareja real.
Luis obligó a su mujer a volver con él a la fuerza, aunque lo hicieron separadamente. En su camino a Francia, se detuvieron en Roma, donde el papa trató de reconciliar al matrimonio —el resultado de la gestión papal fue su segunda hija, Adelaida, futura condesa de Blois, nacida en 1151—; sin embargo, la relación estaba irremediablemente dañada. El 21 de marzo de 1152 los reyes consiguieron la anulación de su boda, basándose en el parentesco entre ambos. El precio que puso Leonor a esta separación fue la conservación de sus dominios.

## Reina de Inglaterra
El 18 de mayo de 1152 Leonor contrajo matrimonio en Poitiers, con quien pronto sería Enrique II de Inglaterra. Unía así sus vastos dominios en Francia a los que ya poseía el heredero al trono inglés (dueño de Anjou, Maine y Normandía, además del Reino de Inglaterra y Gales). De este modo, se formó el llamado Imperio angevino, en el cual los reyes de Inglaterra, aun siendo vasallos del rey de Francia, controlaban un territorio ocho veces superior al dominado por Luis VII. De este matrimonio nacieron ocho hijos, cinco varones y tres mujeres. En su corte, establecida principalmente en Poitiers, tuvo gran auge la lírica caballeresca y trovadoresca, y Leonor fue mecenas de numerosos trovadores.
La existencia de una amante de Enrique II provocó el enfrentamiento entre Leonor y Enrique, y a partir de 1173 Leonor promovió la rebelión de tres hijos del rey contra su padre. Tras reprimir la rebelión, el rey encarceló a Leonor, primero en Chinon y luego en Salisbury, donde permaneció bajo arresto hasta la muerte de su esposo, en 1189.

## Matrimonios y descendencia

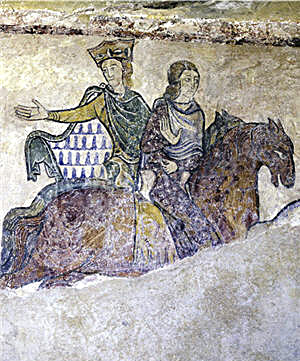
Leonor con su hijo Juan

De su primer matrimonio con Luis VII de Francia, tuvo dos hijas:
- María, princesa de Francia y condesa consorte de Champaña, por su matrimonio con Enrique I "el Liberal", conde de Champaña.
- Adelaida, Alix, princesa de Francia y condesa consorte de Blois y Chartres, por su matrimonio con Teobaldo V "el Bueno", conde de Blois y Chartres.

Tras la anulación de su primer matrimonio, por haber solicitado la nulidad eclesiástica aludiendo al parentesco con el rey de Francia, se casó con Enrique II de Inglaterra y tuvieron ocho hijos:
- Guillermo, príncipe de Inglaterra y IX conde de Poitiers.
- Enrique, rey de Inglaterra, duque de Normandía y conde de Anjou y de Maine.
- Matilde, princesa de Inglaterra y duquesa consorte de Sajonia y Baviera, por su matrimonio con Enrique II "el León", duque de Sajonia y XII duque de Baviera.
- Ricardo I "Corazón de León", rey de Inglaterra, duque de Normandía y Aquitania y conde de Anjou, Maine y Poitiers, casado con Berenguela, infanta de Navarra.
- Godofredo II, príncipe de Inglaterra y duque iure uxoris de Bretaña por su matrimonio con Constanza, duquesa de Bretaña.
- Leonor, princesa de Inglaterra, condesa de Gascuña y reina consorte de Castilla por su matrimonio con Alfonso VIII de Castilla.
- Juana, princesa de Inglaterra y reina consorte de Sicilia y Nápoles por su matrimonio con Guillermo II "el Bueno", rey de Sicilia y Nápoles y después marquesa consorte de Provenza y condesa consorte de Tolosa por su matrimonio con Raimundo, I marqués de Provenza y VI conde de Tolosa.
- Juan I "Sin Tierra", rey de Inglaterra, duque de Normandía y Aquitania, conde de Anjou, Maine y Poitiers y señor de Irlanda, casado primeramente con lady Isabel Gloucester, pero tras su anulación se casó de nuevo con Isabel de Angulema.

## Viudez
Recuperada la libertad, Leonor se convirtió en regente de los dominios angevinos durante las ausencias de su hijo Ricardo. Tras la vuelta de este rey de la Tercera Cruzada, Leonor se retiró a la abadía de Fontevrault. La muerte de Ricardo, el 6 de abril de 1199, hizo que Leonor abandonara de nuevo su retiro hasta conseguir la coronación de otro hijo, Juan, relegando a su nieto, el duque Arturo I de Bretaña, al que prácticamente no conocía.
En 1200, contando con casi 80 años, dio muestras de una fortaleza impresionante cuando decidió viajar hasta Castilla, cruzando los Pirineos, para escoger entre sus nietas, las infantas de Castilla —hijas de su hija Leonor y de Alfonso VIII de Castilla—, a aquella que se convertiría en esposa del hijo de Felipe II Augusto, el futuro Luis VIII. La elegida fue Blanca, una de las reinas de Francia más célebres, regente del reino en tres ocasiones y modelo de virtud y habilidad política.

## Muerte

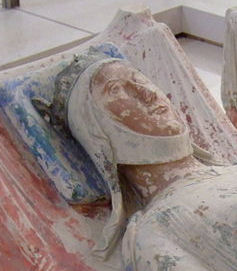
Detalle del féretro en piedra policromada de Leonor de Aquitania.

Murió el 1 de abril de 1204 en la abadía de Fontevrault, a los 82 años de edad, y fue sepultada allí mismo, junto a su esposo Enrique y su hijo Ricardo.

## Influencia

### Impacto en la literatura contemporánea

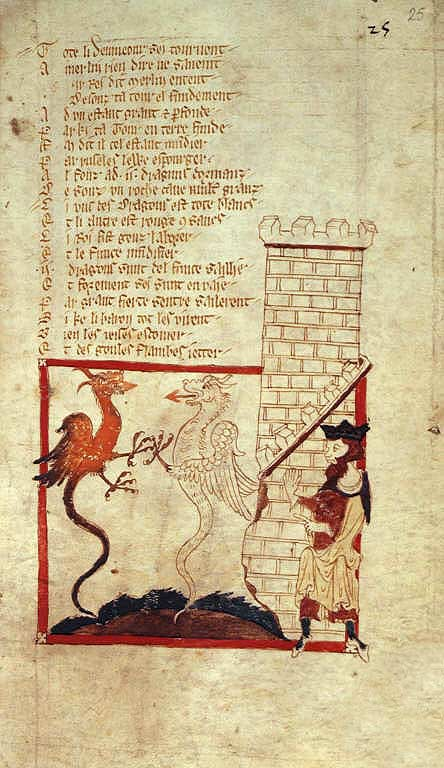
Página de un manuscrito Roman de Brut del. Siglo (Biblioteca Británica MS Egerton 3028 f.25)

Tanto Enrique como Leonor crecieron en cortes culturalmente ricas y, según la estimación de Ralph Turner, floreció entre ellos una cultura literaria excepcionalmente productiva en la corte real inglesa. Una gran parte de las obras producidas en el contexto de la corte real inglesa eran escritos que subrayaban la santidad de los predecesores de Enrique en el trono real inglés. Sin embargo, no hay evidencia de que la pareja real encargara estos escritos directamente. Turner cree que es más probable que los autores cuyos escritos eran bien recibidos en la corte fueran remunerados indirectamente ofreciéndoles el ingreso en una carrera eclesiástica, un puesto como escribas reales o favores especiales del monasterio al que pertenecían. Philippe de Thaon, por ejemplo, primero dedicó su bestiario a Adela de Lovaina, una de las predecesoras de Leonor en el trono inglés. En 1154 le regaló a Leonor una copia que contenía una nueva dedicatoria dirigida a ella. En unos versos de esta dedicatoria pide a Leonor que interceda ante el rey para que le conceda su herencia materna.
Varias narraciones en verso surgieron también en el ámbito de la corte real inglesa, las más conocidas son el Roman de Brut, el Roman de Rou, el Roman de Troie y el Roman de Thèbes. Del Roman de Brut del poeta Wace, escrito en scripta normanda y completado en 1155, un libro de principios del siglo XIII, sostuvo una traducción inglesa que fue dedicado a Leonor. Aquí, también, Turner señala que la dedicatoria no es una indicación de que fuera encargado por Leonor. Sin embargo, la dedicatoria al menos permite concluir que Leonor estaba interesada en la literatura y que el autor podía esperar un favor de ella. El Roman de Rou, en cambio, es una obra encargada por Enrique. Contiene, entre otras cosas, una breve biografía de Leonor, en la que se la describe como noble, amistosa e inteligente. En ningún caso las fuentes sugieren que Leonor fuera una mecenas en particular, y también hay poca evidencia de esto en la historia literaria.
Leonor de Aquitania y su hija mayor, María de Champaña, fueron y son citadas a menudo como mecenas de la poesía trovadoresca. Esta se caracteriza, entre otras cosas, por el hecho de que estiliza el amor en un ideal de amor platónico, que representa ante todo el inquebrantable servicio caballeresco a una dama, la sumisión a su voluntad y la corteja de su favor. Del siglo XII al XIV, la cortesía del amor representó cada vez más el "fin'amors" o "amour courtois" (amor cortés y noble) de la cultura románica de la caballería. La obstinada leyenda de que Leonor promovió particularmente este amor cortés reuniendo a mujeres jóvenes a su alrededor en una llamada “corte del amor” durante sus años en Poitou, asumiendo el papel de árbitro en asuntos amorosos en el círculo de estas mujeres, se basa en una sola fuente. Andreas Capellanus escribió en la segunda mitad del siglo XII De amore, un breviario para los amantes cortesanos que, entre otras cosas, supuestamente contiene juicios en asuntos amorosos hechos por Leonor y sus damas de la corte. Su hija mayor es nombrada como una de las damas de honor de Leonor en esta corte de amor en Poitou. Sin embargo, no hay indicios de que Leonor volviera a ver a su hija María después de su separación de Luis. Discusiones históricas literarias recientes consideran probable que la descripción de esta corte de amor deba leerse como una sátira o un juego intelectual. Esto también lo indica el hecho de que dos sentencias atribuidas a Leonor se contradicen entre sí.

### Efecto en la escultura contemporánea

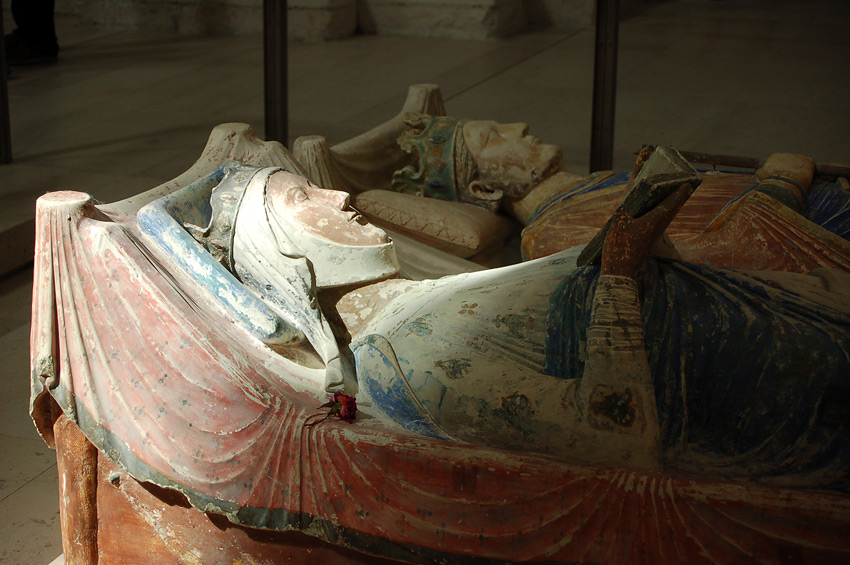
Estatua yacente de Leonor en la iglesia de la abadía de Fontevraud.

La iglesia de la abadía de Fontevraud se convirtió en el sepulcro de los Plantagenet porque el calor del verano de 1189 no permitió que el cuerpo de Enrique II fuera transportado al monasterio de Grandmont en Limosín, que Enrique había elegido como lugar de enterramiento. En cambio, fue enterrado en Fontevraud. Esta abadía tenía vínculos de larga data con la familia gobernante de Aquitania. La abuela de Leonor, Felipa de Toulouse, se había retirado allí cuando su marido, Guillermo IX de Aquitania, comenzó una relación adúltera con la vicecondesa de Châtellerault. Bajo la influencia de Leonor, Fontevraud se convirtió en el sepulcro central de su familia. Tanto su hijo Ricardo como su hija Juana fueron enterrados aquí y, finalmente, Leonor también lo fue.
Ralph Turner asume que Leonor dirigió de forma significativa la creación de las esculturas de las tumbas de Enrique y Ricardo. Las esculturas se encuentran entre las primeras figuras sepulcrales de tamaño natural de gobernantes fallecidos talladas en piedra en la Europa medieval y se consideran fundamentales en el desarrollo de la escultura funeraria. Turner también cree que es posible que Leonor hubiera estado involucrada en el diseño de su propia tumba. Como en las figuras yacentes de su marido y su hijo, Leonor aparece con una corona, pero faltan otros símbolos del poder real. Sin embargo, a diferencia de su esposo e hijo, su escultura la representa viva, como una mujer de mediana edad. La escultura yacente también es una innovación artística, ya que es la representación escultórica medieval más antigua de una mujer secular que sostiene un libro abierto en la mano.

## La leyenda
Daniela Laube opina que la mala reputación de Leonor tiene su punto de partida en los acontecimientos de Antioquía, que fueron difíciles de comprender para los contemporáneos.

"El factor precipitante aquí es que Guillermo de Tiro, ocultando discretamente, pero dando peso a lo indecible a través de lo tácito, acusa a Leonor de adulterio. Esto pone la primera piedra y el desarrollo continúa con su propia dinámica. Ningún autor medieval posterior desconoció la fechoría de Leonor, no había nadie que, en sus escritos, no juzgara a la reina de forma más o menos tajante. La valoración histórica permanece incambiada hasta fines del siglo XIX".
Laube, Zehn Kapitel zur Geschichte der Eleonore von Aquitanien. 1984, p. 144.

Si bien las fuentes más antiguas eran en gran medida neutrales con respecto a Leonor, las un poco más recientes amplían estas indicaciones con insinuaciones maliciosas adicionales. El cronista Giraldus Cambrensis, por ejemplo, afirma en su De instrucción principis que Leonor ya había cometido adulterio con el padre de Enrique, Godofredo de Anjou, y cita su mandato como senescal de Francia como el período de tiempo en que habría sucedido. Sin embargo, Godofredo de Anjou nunca ejerció este cargo y, aunque fue senescal de Poitou, todo lo que se sabe de este período es que ocupó el cargo antes de 1151. En la historiografía inglesa, Roger de Wendover y Matthew Paris desplegaron aún más los relatos del presunto adulterio de Leonor y cronistas posteriores continuaron esa tendencia. La presunción de que el adulterio de Leonor fuera el motivo para su separación de Luis duró hasta principios del siglo XX. Cronistas franceses del siglo XIII, como Philippe Mouskes, atribuyeron a Leonor incluso rasgos diabólicos y justificaron la aseveración diciendo que uno de sus antepasados estaba aliado con el diablo.
Otras dos leyendas se han independizado a lo largo de los siglos. Estas incluyen el informe del presunto adulterio de Leonor con Saladino, al que ya alude Matthew Paris. En siglos posteriores, la leyenda de los amores de Leonor con el famoso sultán fue retomada en diferentes variantes, y solo con el surgimiento de la historiografía moderna en el transcurso del siglo XIX quedó claro que la relación entre Leonor y Saladino, que nació en Mesopotamia en 1138, es históricamente insostenible.
La segunda leyenda insinúa que Leonor asesinó a Rosamunda Clifford, la amante de su marido. La historia de que Enrique quería proteger a su amada en un laberinto, pero que sin embargo su celosa esposa encontró a Rosamunda y le dio a elegir entre morir con veneno o con una daga, ha sido contada en innumerables poemas, tragedias, óperas y novelas en muchos idiomas europeos. La historia tiene su origen en el cronista inglés Ranulf Higden, que vivió en el siglo XIV e informó de un laberinto construido por Enrique para proteger a Rosamunda de la reina celosa. En el siglo XVI, autores como John Stow y Samuel Daniel retomaron y embellecieron esa historia. A mediados del siglo XIX, algunos autores dejaron de ver a Leonor como una furia que asesinaba con veneno y daga. Charles Dickens, por ejemplo, subraya en su "Historia infantil de Inglaterra", escrita entre 1851 y 1853, que el final de la vida de Rosamunda fue probablemente mucho menos dramático y que pasó sus últimos días en un monasterio cerca de Oxford.

## Leonor de Aquitania en la cultura popular
- 1968: Personaje principal de la película El león en invierno (The Lion in Winter) del director Anthony Harvey, con guion de James Goldman, basado en su propia obra de teatro. Katharine Hepburn interpretó el papel de Leonor y Peter O'Toole el de Enrique II.[23]

Año 1183. El rey de Inglaterra Enrique II Plantagenet reúne a toda su familia para pasar las Navidades y decidir quién le sucederá en el trono. Manda llamar a su esposa, la maquiavélica Leonor de Aquitania, a quien mantiene encerrada en una torre después de haberla repudiado, y también a sus tres hijos: el taimado Geoffrey, el insignificante John (Juan sin Tierra) y el colérico Richard (Ricardo I Corazón de León). Conviene tener en cuenta que, algunos años antes (1173-1174), los tres, incitados por su ambiciosa madre, se habían sublevado contra su padre.
Reseña cinematográfica en el sitio web Filmaffinity

- Leonor de Aquitania forma parte de la instalación de la artista feminista Judy Chicago, The Dinner Party. Esta es una historia simbólica de la mujer en la civilización occidental que representa a 1.038 mujeres de la historia; 39 de ellas están representadas por cubiertos y otras 999 en los nombres que están inscritos en The Heritage Floor sobre el que descansa la mesa.[25] Leonor de Aquitania está representada por una flor de lis, que se repite en el anverso y el reverso de su estola, así como en la letra "E" iluminada al principio de su nombre. La flor de lis es un símbolo de Francia, muy presente en el arte de la Edad Media.[26]
- 2005: Personaje secundario del libro historia del rey transparente de la autora Rosa Montero.
- 2019: Líder de las civilizaciones francesas e inglesas en el videojuego Civilization VI: Gathering Storm.[27]
- 2020: Protagonista de la novela histórica Aquitania, de Eva García Sáenz de Urturi, bajo el seudónimo de Eleanor de Aquitania.[28]
- 2024: Protagonista de la novela histórica Todas las vidas contigo, de Ann Netley.[29]

## Biografías
- Duby, G. (1996[1992]): Leonor de Aquitania, María Magdalena. Alianza Editorial, S.A., Alianza cien, 99. 64 págs. Madrid ISBN 84-206-4699-7
- Flori, J. (2005[2004]): Leonor de Aquitania. La reina rebelde. Edhasa. Biografía. 576 págs. Barcelona ISBN 978-84-350-2675-8
- González-Arnao, M. (2004): Leonor de Aquitania. Hierro y seda. La aventura de la historia, abril: 76-79
- Kaufman, P. (2002): Leonor de Aquitania. Ediciones B, S. A. Histórica. 528 págs. Barcelona ISBN 84-666-0671-8
- Minella, A.-G. (2007[2004]): Leonor de Aquitania. Una figura de leyenda en la época de las Cruzadas y los trovadores. La Esfera de los Libros, S. L. 360 págs. Madrid ISBN 978-84-9734-650-4
- Muy Historia Biografías (2007): Leonor de Aquitania. Reina de Francia e Inglaterra y madre de reyes. Muy Historia Biografías, extra 1: 14-19
- Òssul, M. S. (2002): Leonor de Aquitania. Historia y Vida, 416: 12-13
- Pernoud, R. (1969[1966]): Leonor de Aquitania. Espasa-Calpe, S.A. Austral, 1454. 250 págs. Madrid ISBN 84-239-1454-2

```
Segura, C. (2004): Una reina independiente, Leonor de Aquitania. 
Historia National Geographic
, 
mayo
: 76-80
```

- Villar, A. (2006): Leonor de Aquitania, una reina rebelde. Historia y Vida, 463: 68-75Martin Aurell: Aliénor d’Aquitaine. Presses universitaires de France, París 2020, ISBN 978-2-13-081808-3.
- Elizabeth A. R. Brown: Eleanor of Aquitaine: Parent, Queen, and Duchess. In: William W. Kibler (Hrsg.): Eleanor of Aquitaine – Patron and Politician. University of Texas Press, Austin 1976, ISBN 0-292-72014-9, S. 9–34.
- Amy Ruth Kelly:  Eleanor of Aquitaine and the four kings. Harvard University Press, Cambridge 1950.
- Daniela Laube: Zehn Kapitel zur Geschichte der Eleonore von Aquitanien. Lang, Bern u. a. 1984, ISBN 3-261-03476-9.
- Jean Markale:  La vie, la légende, l’influence d’Aliénor comtesse de Poitou, Duchesse d’Aquitaine, Reine de France, puis d’Angleterre, Dame des Troubadours et des bardes Bretons. Payot, París 1979, ISBN 2-228-27310-4; Taschenbuchausgabe: 1983, ISBN 2-228-13300-0.
  - Jean Markale: Eleonore von Aquitanien. Königin von Frankreich und von England. Aus dem Französischen von Gerda Kurz und Siglinde Summerer. Wunderlich, Tübingen 1980, ISBN 3-8052-0334-9.
- Marion Meade: Eleanor of Aquitaine – a biography. Penguin books, London 1991, ISBN 0-14-015338-1.
- Régine Pernoud: Königin der Troubadoure. Eleonore von Aquitanien. 13. Auflage. dtv, Múnich 1995, ISBN 3-423-30042-6.
- Ralph V. Turner: Eleonore von Aquitanien – Königin des Mittelalters. C. H. Beck, Múnich 2012, ISBN 978-3-406-63199-3.
- Ursula Vones-Liebenstein: Eleonore von Aquitanien. Muster-Schmidt, Göttingen 2000, ISBN 3-7881-0152-0.
- Alison Weir: Eleanor of Aquitaine – By the wrath of God, Queen of England. Pimlico, London 2000, ISBN 0-7126-7317-2.

| Predecesora: Adela de Saboya  | Reina consorte de Francia 1137-1152    | Sucesora: Constanza de Castilla |
| Predecesora: Matilde Boulogne | Reina consorte de Inglaterra 1154-1189 | Sucesora: Berenguela de Navarra |
| Predecesor: Guillermo X       | Duquesa de Aquitania 1137-1204         | Sucesor: Juan I de Inglaterra   |